# Осмоналиев, Каныбек Осмоналиевич
Каныбек Осмоналиевич Осмоналиев (род. 19 ноября 1953, Бейшеке, Фрунзенская область) — киргизский советский тяжелоатлет, победитель Олимпийских игр 1980 года в Москве, четырёхкратный чемпион мира и двукратный чемпион Европы по тяжёлой атлетике.

## Биография
Родился в семье, в которой воспитывались пятеро детей. Через 1,5 года после его рождения семья осталась без отца.
После окончания школы собирался пройти курсы шофёров, чтобы иметь возможность зарабатывать деньги и содержать семью. Однако один из его родственников, работавший деканом, разглядел в нём большие способности и убедил его мать отпустить Каныбека для продолжения учёбы.
Он поступил в Киргизский государственный университет. При выборе спортивной секции ему помог случай: однокурсник предложил потягаться силами в поднятии штанги. Когда Каныбек, держа в руках штангу весом 70 килограммов, сделал несколько приседаний с ней, тренер по тяжёлой атлетике Семён Иткин убедил его и весь тренерский состав, что именно в этом виде спорта его будущее. Уже на третьем курсе Каныбек стал кандидатом в мастера спорта по штанге и начал выезжать на соревнования. В 1975 году он стал чемпионом Советского Союза среди молодёжи и тогда же окончил университет. Дипломная работа называлась «Зарождение и развитие тяжёлой атлетики в Киргизском государственном университете», в ней был использован большой объём архивных материалов не только по университету, но и касающихся всей страны.
В 1978 году он выигрывает чемпионаты Европы и мира. На Олимпиаде-1980 борьба за чемпионский титул сложилась острой: сразу четыре спортсмена набрали в сумме по 245 килограммов. Однако самым лёгким из них оказался именно Осмоналиев, что и обеспечило ему золотую медаль.
После соревнований он продолжил преподавать историю в городе Бишкеке.
В настоящее время Каныбек Осмоналиев является директором Центра развития тяжёлой атлетики Кыргызстана.

### Личная жизнь
Каныбек Осмоналиев женился в возрасте 19 лет. Его жену зовут Медеркан, с которой он знаком с 7-го класса. У них четверо сыновей и три дочери. Одну из внучек, родившуюся в 2000 году после Олимпийских игр в Сиднее, Осмоналиев назвал Олимпиадой.

## Награды
- Кавалер орденов Трудового Красного Знамени и «Манас» I степени.[8].
- Почётный знак «За заслуги в развитии физической культуры, спорта и туризма» (17 апреля 2014 года, Межпарламентская ассамблея СНГ) — за значительный вклад в развитие массового спорта, спорта высших достижений в государствах — участниках Содружества Независимых Государств, реализацию идей сотрудничества в сфере физической культуры и спорта[9].
- Почётная грамота Совета МПА СНГ (16 апреля 2015 года, Межпарламентская ассамблея СНГ) — за активное участие в деятельности Межпарламентской Ассамблеи и её органов, вклад в укрепление дружбы между народами государств — участников Содружества Независимых Государств[10].
- Именные часы Премьер-министра Кыргызской Республики (17 февраля 2021 года) — за вклад в развитие спорта и высокие достижения на международной спортивной арене[11].